# Hvítavatn
Hvítavatn is een klein meertje in het zuiden van het IJslandse binnenland.
Het is gelegen tussen de Sídujökull en de Skeiðarájökull, twee zuidelijke uitlopers van de grote Vatnajökull-gletsjer en ligt 15 kilometer ten noorden van de onherbergzame en beruchte zandvlakte Skeiðarásandur.
Er zijn verschillende rivieren en meren in IJsland waarvan de naam begint met hvít (hvítur is IJslands voor wit). Dat komt doordat het smeltwater van gletsjers meestal een lichte kleur heeft.